# Doina Nistor
Doina Nistor (n. 1977) este o economistă din Republica Moldova, din martie 2025 viceprim-ministră, ministră a Dezvoltării Economice și Digitalizării a Republicii Moldova.

## Studii
Doina Nistor a absolvit studii de licență în relații conomice internaționale în 1998 la Academia de Studii Economice a Moldovei. Deține doctorat în economie și management obținut la Universitatea Tehnică a Moldovei.
În 2018-2019 a participat la un program de management sustenabil al destinațiilor turistice la Universitatea George Washington din SUA. În 2020, a absolvit Questrom School of Business de la Universitatea Boston (SUA), cu o diplomă în strategie de transformare digitală. În perioada martie-septembrie a anului următor, a urmat un program avansat (așa-zis mini-master) în „leadership și management” la Universitatea de Stat din Arizona (SUA).

## Carieră
Doina Nistor a fost vice-directoarea (2005-2010) și ulterior directoarea (2010-2015) Programului de Creștere a Competitivității din Moldova. În perioada 2021-2025 a condus Programul de Competitivitate din Moldova (MCP). Tot din 2021 este directoarea Programul „Tehnologiile Viitorului”.
În 2023, Nistor a devenit membră a consiliului Agenției de Investiții din Moldova și a Institutului Național de Educație și Leadership (INEL) din cadrul Ministerului Educației. Face parte din consiliul Chemonics International⁠(d) și cel al Fundației Soros Moldova, cât și din consiliul de dezvoltare strategică și instituțională al Universității Tehnice a Moldovei.
Ca directoare a multiple proiecte, a supravegheat echipe mari de experți și a gestionat bugete de peste 100 milioane de euro, concentrându-se pe atragerea de investiții, sprijinirea antreprenoriatului și implementarea de soluții digitale inovatoare. A avut un rol esențial în dezvoltarea a 11 centre de inovații universitare bazate pe parteneriate publice-private.

### Ministră a economiei

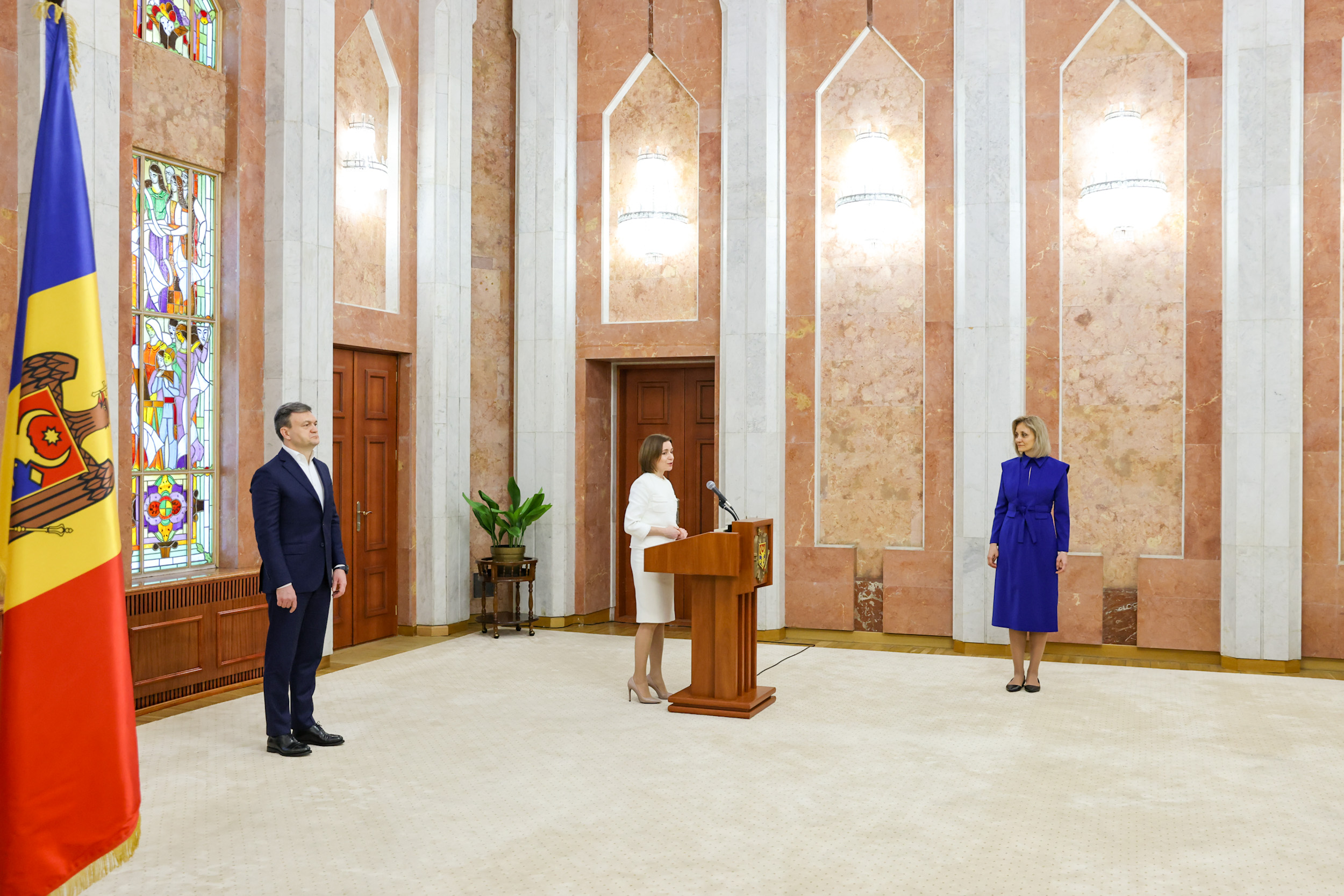
Ceremonia de învestire în funcția de ministru

La 14 martie 2025, Doina Nistor a fost învestită de președintele Maia Sandu în funcția de viceprim-ministru, ministru al dezvoltării economice și digitalizării al Republicii Moldova. L-a înlocuit în această funcție pe Dumitru Alaiba.